# Електричні органи

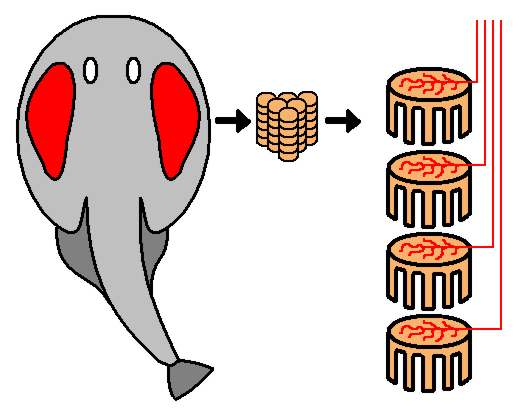
Розташування електричних органів у електричного ската

Електри́чні о́ргани — органи, які генерують електричні розряди. Відомі у деяких риб.
Електричні органи виникли незалежно у риб декількох далеких одна від одної груп (як прісноводних, так і морських). Їх мали багато викопних риб і, можливо, деякі безщелепні (панцирні); серед сучасних риб ці органи відомі більш ніж у 300 видів.
Електричні органи — це видозмінені м'язи, парні органи. У різних видів риб вони сильно відрізняються розташуванням, формою і внутрішньою будовою.